# إريك هولمبرغ (لاعب كرة قدم)
إريك هولمبرغ (بالنرويجية البوكمول: Erik Holmberg)‏ (23 مايو 1922 بفريدريكستاد في النرويج - 18 سبتمبر 1998 بفريدريكستاد في النرويج) هو مدرب كرة قدم ولاعب كرة قدم نرويجي في مركز الدفاع، شارك في الألعاب الأولمبية الصيفية 1952. وشارك مع منتخب النرويج لكرة القدم. أما مع النوادي، فقد لعب مع نادي فريدريكستاد.

## وصلات خارجية
- إريك هولمبرغ على موقع الاتحاد الدولي (مؤرشف)  (الإنجليزية)
- إريك هولمبرغ على موقع اتحاد النرويج (النرويجية)
- إريك هولمبرغ على موقع قاعدة بيانات كرة القدم.إي يو (الإنجليزية)
- إريك هولمبرغ على موقع ناشيونال فوتبول تيمز (الإنجليزية)
- إريك هولمبرغ على موقع أوليمبيديا (الإنجليزية)